# 塞羅戈多 (伊利諾伊州)
塞羉戈多（英語：Cerro Gordo）是位於美國伊利諾伊州皮亞特縣的一個村落。

## 地理
塞羉戈多的座標為39°53′28″N 88°44′00″W / 39.89111°N 88.73333°W，而該地最高點為海拔高度225米（即738英尺）。

## 人口
根據2010年美國人口普查的數據，塞羉戈多的面積為1.92平方千米，當中陸地面積為1.92平方千米，而水域面積為0.00平方千米。當地共有人口1403人，而人口密度為每平方千米730人。